# Karina Fassi
Karina Elisabet Fassi (Bahía Blanca, Buenos Aires, Argentina, 3 de octubre de 1974) es nadadora de aguas abiertas, escritora y contadora pública. Al nacer le diagnosticaron espina bífida mielomeningocele oculta, con compromiso a nivel columna lumbar, originando una lesión medular que dejaría secuelas neurológicas y deformaciones de miembros inferiores. Se sometió a una cirugía en 2008 en Buenos Aires, tras la cual inició una rehabilitación en el agua por recomendación médica que luego se convirtió en un entrenamiento. En la actualidad es nadadora en aguas abiertas y alcanzó puestos meritorios en competiciones entre personas sin discapacidad en diversos lagos, ríos y mares del mundo.

## Biografía
Karina Elisabet Fassi es la segunda de tres hijos del matrimonio entre Ana Antonia Grondona y Carlos José Fassi. Karina vivió sus primeros seis años en Dique Paso de las Piedras y luego se mudó con su familia a Cabildo, un pueblo bonaerense de 2000 habitantes. Las secuelas neurológicas de la espina bífida afectaron principalmente su manera de caminar, por lo que sufrió lesiones, infecciones, largos períodos de reposo para cicatrizar heridas, fracturas en sus piernas y ha llegado a necesitar de silla de ruedas. De pequeña usaba botas ortopédicas para poder tenerse en pie. A los 17 años, en Bahía Blanca, pasó por su primer cirugía, que no obtuvo los resultados esperados. Terminó la escuela secundaria con yesos en ambas piernas. A los 18 años se instaló en Bahía Blanca para estudiar la carrera de Contadora Pública Nacional en la Universidad Nacional del Sur, carrera que completó en 2002. El 26 de septiembre de 2008 tuvo su segunda intervención quirúrgica en la clínica FLENI de la ciudad de Buenos Aires, con buenos resultados. En agosto de 2009 empezó a concurrir a la pileta de un club de Bahía Blanca por recomendación médica padeciendo dificultades para nadar.El 26 de septiembre de 2009, habiendo asistido a unas pocas clases de natación y con motivo de cumplirse un año de su cirugía en Buenos Aires, decidió inscribirse en su primer torneo máster de natación en pileta, recorriendo la distancia de 50 metros crol.El siguiente desafío fue en diciembre de 2011 cuando nadó 1000 metros por primera vez en el cruce de la laguna La Salada en la localidad de Pedro Luro. Volvió a participar del mismo desafío e igual distancia en diciembre del año 2012.Participó de varios torneos nacionales, entre otros en el CENARD (Centro Nacional de Alto Rendimiento Deportivo) en la ciudad de Buenos Aires en los años 2012, 2013 y 2014.Llegó a obtener medalla de bronce en el Campeonato Argentino Máster de Natación en Pileta en el Club Olimpo de Bahía Blanca, en 2013, pero no disfrutaba de las competencias en pileta, por lo que decidió dedicarse a nadar aguas abiertas.

### Algunos de sus desafíos

#### Lagos de Argentina
- Desafío en el Lago Aluminé, en la provincia de Neuquén, que es un lago de origen glaciar y, por ende, de heladas aguas. Allí nadó recorriendo distancias de 1000 metros en los años 2012 y 2013.
- Desafío Lago Chocón, en la provincia de Neuquén. Allí nadó 1000 metros en el año 2012.
- Desafío Nonthue: Realizado en el lago de origen glaciar Lácar, en la provincia de Neuquén. Participó recorriendo distancias de 1600 metros en el año 2013 y 3200
- metros en 2014, 2015 y 2017.
- Desafío Lago Gutiérrez, ubicado en la provincia de Río Negro. Nadó sus gélidas aguas en una distancia de 1000 metros en el año 2014.
- Desafío Lago Correntoso, localizado dentro del Parque Nacional Nahuel Huapi, en la provincia de Neuquén. Allí nadó 1600 metros, en el año 2014.[4]
- Desafío Lago Mari Menuco, ubicado en la provincia de Neuquén. Allí nadó 2000 metros en el año 2015.
- Desafío Lago Nahuel Huapi: Nadó la distancia de 1700 metros en las heladas aguas de este lago de origen glaciar, que comparten las provincias de Neuquén y Río Negro. Lo hizo en el año 2015 y volvió a repetir la misma distancia en el año 2016.[5]
- Desafío Lago Espejo, ubicado en la provincia de Neuquén. Allí nadó 1000 metros de sus frías aguas en el año 2016.
- Desafío Lago Escondido, que es un lago de Tierra del Fuego. En sus aguas heladas logró hacer un doble cruce en la zona más estrecha del mismo en el año 2017.

#### Ríos de Argentina
- Desafío del Río Colorado, del que participó en muchas oportunidades recorriendo un trayecto de 5 kilómetros pasando por debajo de puentes que unen la localidad de La Adela (Provincia de La Pampa) y Río Colorado (Provincia de Río Negro). Tal desafío está organizado por la fundación FUINDE (Fundación de Integración y Deporte) desde el año 2014, fundación con la que formó parte por primera vez de un triatlón por relevos. En esa oportunidad, Karina nadó y luego deportistas locales completaron un extenso recorrido de atletismo y ciclismo.
- Desafío Río Negro: Consiste en nadar 3850 metros con la corriente a favor uniendo puente a puente Viedma, en la provincia de Río Negro, con Carmen de Patagones, en la provincia de Buenos Aires. Este fue su primer desafío en un río del sur argentino, en el año 2012, y luego año a año siguió participando.
- Desafío Río Quequén: El Quequén es un curso fluvial de la provincia de Buenos Aires. Allí nadó distancias de 5 y 6 kilómetros,en homenaje al fallecido nadador Alfredo Marcenac y en reconocimiento a la trayectoria deportiva del nadador local Eduardo Otero.

#### Mar Argentino
Su primera participación en el Océano Atlántico fue en la ciudad de Mar del Plata en el año 2014, en el desafío denominado "No a la droga, el alcohol y el tabaco, SI al deporte". La distancia a recorrer fueron 2500 metros bordeando la costa marplatense.
Posteriormente participó en desafíos en las localidades bonaerenses de Monte Hermoso, Miramar y Necochea, en pequeñas distancias. También nadó en el Canal de Beagle, en Ushuaia, en el año 2017.

#### Chile
En el año 2013 participó de su primer Campeonato Sudamericano de Natación Máster que se realizó en la pileta de la villa olímpica ubicada en la ciudad de Santiago de Chile, allí compitió junto a nadadores de toda Latinoamérica. Cabe aclarar que no era un evento paralímpico o de nadadores con discapacidad, lo que generó admiración y respeto por parte de las autoridades organizadoras y le entregaron en reconocimiento un trofeo de cristal.

#### Italia
En el año 2014 inauguró y cerró el Mundial de Aguas Abiertas que se realizó desde la isla de Capri hasta Nápoles. Allí formó parte del evento más importante del deporte en aguas abiertas, organizado por la FINA (Federación Internacional de Natación), donde participaron los mejores nadadores del mundo.

#### México
El 30 de Mayo de 2015 participó de un cruce desde Cancún hasta Isla Mujeres, nadando 10 kilómetros recorriendo las aguas del mar Caribe. Cumplió el objetivo en un lapso menor al tiempo límite establecido.

#### Estados Unidos
El 1 de Julio de 2017 participó de un desafío que consistía en nadar 2 millas en el Río Hudson, en Nueva York, alrededor de la Isla Governors, pasando delante de la Estatua de la Libertad, el puente de Brooklyn y la isla Manhattan. Logró concluir el recorrido en un tiempo de 1 hora 10 minutos, terminando primera en Categoría Damas.
El 19 de Junio de 2022 participó del desafío organizado por el coach Robert Strauss; allí recorrió 10 kilómetros en mar abierto de la costa de Miami Beach, en Florida.

#### Brasil
Participó de desafíos de aguas abiertas en Angra Dos Reis en el año 2017 en distancias de 1000 y 3000 metros. También  participó de desafíos nocturnos de nado junto con otros nadadores argentinos.

#### Colombia
En San Andrés, en el año 2018, unió islas nadando y también aquí realizó desafíos nocturnos junto a otros nadadores argentinos.

#### Turquía
20 de Julio de 2019 viajó a la ciudad de Estambul para participar del Cruce Continental del Bósforo, donde miles de nadadores se congregan cada año para intentar unir Europa y Asia. Karina fue la única participante argentina. Logró nadar 7 kilómetros en menos de 2 horas, que era el tiempo máximo establecido para completar el desafío.

## Otras actividades
En la actualidad, además de dedicarse a la natación y a su profesión de Contadora, Karina da charlas de motivación en las que difunde su mensaje de superación y esperanza.

## Reconocimientos
- Mujer del año 2015, otorgado por la Universidad Nacional del Sur, en el rubro "Superación".
- Reconocimiento de la FINA en la Maratón Internacional de Natación del Golfo Capri-Nápoles (Italia/2014), "por su fuerza y energía".
- Reconocimiento ciudadano "por su lucha diaria y ejemplo de vida", otorgado por el Honorable Concejo Deliberante de Bahía Blanca, en diciembre de 2014.
- Reconocimiento TOYP (The Oustanding Young Persons) JCI, Junior Chamber International, en la categoría “Superación y Logros Personales”, en 2012. Jóvenes Sobresalientes de la Provincia de Buenos Aires.
- Reconocimiento “Perseverancia y espíritu deportivo”, otorgado por la Confederación Sudamericana de Natación "Consanat" y FECHIDA (Federación Chilena de Deportes Acuáticos) en el Campeonato Sudamericano de Natación Máster en Santiago de Chile en 2013.
- Reconocimiento de los Bomberos Voluntarios de la localidad de Cabildo "al sacrificio, superación, compromiso y humildad", en diciembre de 2013.
- Reconocimiento “Nadando con el corazón” 2012 otorgado por el grupo de nadadores de aguas abiertas "Tiburones de Bahía", de Bahía Blanca.
- Reconocimientos “Logros Deportivos” 2009, 2013 y 2015 otorgados por el UNO Bahía Club, de Bahía Blanca.

## Libros publicados
- El poder de querer, cuando la realidad despierta sueños. Publicado en el año 2016, en Bahía Blanca, por la editorial EDIUNS. Libro en el cual narra su historia de vida e intenta transmitir un mensaje de superación.[9][10]
- Abrazar la vida, es su segundo libro, edición de autor. Fue presentado en 2022. En el expresa sus emociones y sus sentimientos intentando transmitir su amor por la vida y la libertad.[11][12]